# Campeonato Carioca de Futebol de 1963
O Campeonato Carioca de Futebol de 1963 foi a 65.ª edição do torneio. A final desta edição do campeonato entrou para a história por ter sido o Fla-Flu com maior público entre todas as edições do clássico até hoje, maior público confirmado entre clubes de futebol no mundo. No total, 78.171 (67.666 pagantes) assistiram ao empate em 0 a 0. Como o Flamengo  detinha a vantagem do empate por ter feito melhor campanha ao longo da competição, ao empatar com o Fluminense, conquistou o título.

## Final
Fluminense 0–0 Flamengo
Local: Estádio do Maracanã
Renda: Cr$ 17.993.500,00
Público: 78.171 (67.666 pagantes)
Árbitro: Claudio Magalhães
Fluminense: Castilho, Carlos Alberto, Procópio, Dari e Altair; Oldair e Joaquinzinho; Edinho, Manoel, Evaldo e Escurinho. Técnico: Fleitas Solich.
Flamengo: Marcial, Murilo, Luiz Carlos, Ananias e Paulo Henrique; Carlinhos e Nelsinho; Espanhol, Airton, Geraldo II e Osvaldo II. Técnico: Flávio Costa.

## Classificação final
| Classificação | Classificação | Classificação | Classificação | Classificação | Classificação | Classificação | Classificação | Classificação | Classificação |
| Pos           | Time          | PG            | J             | V             | E             | D             | GP            | GS            | SG            |
| ------------- | ------------- | ------------- | ------------- | ------------- | ------------- | ------------- | ------------- | ------------- | ------------- |
| 1             | Flamengo      | 39            | 24            | 17            | 5             | 2             | 46            | 17            | +29           |
| 2             | Fluminense    | 38            | 24            | 16            | 6             | 2             | 48            | 10            | +38           |
| 3             | Bangu         | 36            | 24            | 16            | 4             | 4             | 58            | 27            | +31           |
| 4             | Botafogo      | 35            | 24            | 15            | 5             | 4             | 44            | 15            | +29           |
| 5             | America       | 30            | 24            | 12            | 6             | 6             | 38            | 28            | +10           |
| 6             | Vasco da Gama | 29            | 24            | 11            | 7             | 6             | 39            | 23            | +16           |
| 7             | São Cristóvão | 21            | 24            | 9             | 3             | 12            | 25            | 38            | -14           |
| 7             | Campo Grande  | 21            | 24            | 7             | 7             | 10            | 22            | 41            | -19           |
| 9             | Olaria        | 19            | 24            | 7             | 5             | 12            | 32            | 35            | -3            |
| 10            | Portuguesa    | 15            | 24            | 14            | 7             | 13            | 19            | 35            | -16           |
| 11            | Bonsucesso    | 13            | 24            | 4             | 5             | 15            | 14            | 32            | -18           |
| 12            | Canto do Rio  | 10            | 24            | 3             | 4             | 17            | 24            | 59            | -35           |
| 13            | Madureira     | 6             | 24            | 2             | 2             | 20            | 15            | 64            | -49           |

## Jogos do campeão

### 1º Turno
| 30 de Junho | Flamengo | 2 – 0 | Canto do Rio | Estádio Caio Martins, Niterói |
|             | Gerson   |       |              |                               |

| 13 de Julho | Flamengo      | 2 – 1 | Portuguesa-RJ | Maracanã, Rio de Janeiro |
| 16:00       | Gerson · Dida |       | Gol marcado   |                          |

| 21 de Julho | Flamengo      | 3 – 1 | Botafogo    | Maracanã, Rio de Janeiro |
|             | Airton Beleza |       | Gol marcado |                          |

| 27 de Julho | Flamengo      | 5 – 0 | Campo Grande | Maracanã, Rio de Janeiro |
|             | Airton Beleza |       |              |                          |

| 4 de Agosto | Flamengo | 5 – 0 | Madureira | Estádio Conselheiro Galvão, Rio de Janeiro |
|             | Dida     |       |           |                                            |

| 11 de Agosto | Flamengo      | 1 – 0 | Bonsucesso | Estádio Vasco da Gama, Rio de Janeiro |
|              | Airton Beleza |       |            |                                       |

| 18 de Agosto | Flamengo      | 1 – 3  | America     | Maracanã, Rio de Janeiro |
|              | Airton Beleza | Súmula | Gol marcado |                          |

| 24 de Agosto | Flamengo | 0 – 0 | Vasco da Gama | Maracanã, Rio de Janeiro |
|              |          |       |               |                          |

| 1 de Setembro | Flamengo | 1 – 2 | Bangu       | Maracanã, Rio de Janeiro |
|               | Dida     |       | Gol marcado |                          |

| 1 de Setembro | Flamengo                 | 2 – 1 | São Cristóvão | Estádio General Severiano, Rio de Janeiro |
|               | Airton Beleza · Nelsinho |       | Gol marcado   |                                           |

| 15 de Setembro | Flamengo                 | 2 – 0 | Olaria | Estádio General Severiano, Rio de Janeiro |
|                | Airton Beleza · Nelsinho |       |        |                                           |

| 22 de Setembro | Flamengo | 0 – 0 | Fluminense | Maracanã, Rio de Janeiro |
|                |          |       |            | Público: 67 837          |

### 2º Turno
| 29 de Setembro | Flamengo         | 3 – 2 | Canto do Rio | Estádio São Januário, Rio de Janeiro |
|                | Geraldo · Nelson |       | Gol marcado  |                                      |

| 9 de Outubro | Flamengo | 1 – 0 | Portuguesa | Estádio São Januário, Rio de Janeiro |
|              | Nelson   |       |            |                                      |

| 13 de Outubro | Flamengo | 0 – 0 | Botafogo | Maracanã, Rio de Janeiro |
|               |          |       |          |                          |

| 19 de Outubro | Flamengo      | 4 – 1 | Campo Grande | Maracanã, Rio de Janeiro |
|               | Airton Beleza |       | Gol marcado  |                          |

| 27 de Outubro | Flamengo | 0 – 0 | Madureira | Estádio São Januário, Rio de Janeiro |
|               |          |       |           |                                      |

| 3 de Novembro | Flamengo | 1 – 0 | Bonsucesso | Estádio da Rua Teixeira de Castro, Rio de Janeiro |
|               | Geraldo  |       |            |                                                   |

| 9 de Novembro | Flamengo | 2 – 0 | America | Maracanã, Rio de Janeiro |
|               | Oswaldo  |       |         |                          |

| 15 de Novembro | Flamengo      | 4 – 3 | Vasco da Gama | Maracanã, Rio de Janeiro |
|                | Airton Beleza |       | Gol marcado   |                          |

| 24 de Novembro | Flamengo | 3 – 1 | Bangu       | Maracanã, Rio de Janeiro |
|                | Oswaldo  |       | Gol marcado |                          |

| 30 de Novembro | Flamengo                 | 2 – 1 | São Cristóvão | Maracanã, Rio de Janeiro |
|                | Airton Beleza · Espanhol |       | Gol marcado   |                          |

| 8 de Dezembro | Flamengo             | 2 – 1 | Olaria      | Estádio Rua Bariri, Rio de Janeiro |
|               | Carlinhos · Nelsinho |       | Gol marcado |                                    |

| 15 de Dezembro | Flamengo | 0 – 0 | Fluminense | Maracanã, Rio de Janeiro |
|                |          |       |            | Público: 194 603         |

## Premiação
| Campeonato Carioca de 1963    |
| ----------------------------- |
| Rio de Janeiro                |
| Flamengo Campeão (14º título) |